# Opfikon
Opfikon (gzu. Opfike) – miasto i gmina (Politische Gemeinde) w północnej Szwajcarii, w kantonie Zurych, w okręgu (Bezirk) Bülach. Leży nad rzeką Glatt.

## Demografia
W Opfikonie mieszka 21 213 osób. W 2021 roku 45,1% populacji gminy stanowiły osoby urodzone poza Szwajcarią.

## Transport
Przez teren miasta przebiegają autostrady A1, A4 i A11 oraz droga główna nr 4.